# Bani (fiume)
Il fiume Bani è un affluente del Niger, al quale si unisce vicino Mopti, nel Mali orientale. I due fiumi formano la zona umida nota come delta interno del Niger.

## Caratteristiche
La sua lunghezza è di circa 1100 km, il fiume è in parte navigabile. Caratteristico è il fatto che in occasione delle piogge annuali la città di Djenné diventi talvolta temporaneamente un'isola circondata dal fiume Bani.